# Harold Puthoff
Harold E. Puthoff (New York, 20 giugno 1936) è un parapsicologo, ingegnere elettrico e ricercatore statunitense, coinvolto nella ricerca su vari argomenti di fisica teorica e "scienza di confine" (gravitazione, vuoto polarizzabile) sin dagli inizi della carriera, per poi occuparsi di fenomeni del paranormale.

## Ricerca
Nel 1967 conseguì un dottorato di ricerca alla Stanford University; è noto tra gli studiosi di fisica gravitazionale per i suoi lavori sul "vuoto polarizzabile" (in inglese polarizable vacuum, PV) e su alcuni argomenti di elettrodinamica stocastica, che sono esempi di un approccio alternativo alla teoria della relatività generale e alla meccanica quantistica. Negli anni 70 ed 80 ha diretto un programma finanziato con fondi della CIA/DIA, tramite la ditta SRI International per investigare abilità paranormali, collaborando con Russell Targ nello studio delle supposte abilità psichiche paranormali di Uri Geller, Ingo Swann, Pat Price, Joseph McMoneagle e altri.
Harold Puthoff ha lavorato con laser regolabili in frequenza ed altri dispositivi capaci di generare fasci di elettroni, apparecchiature che ha inventato e di cui detiene i brevetti, ed è coautore (assieme ad R. Pantell) del libro "Fundamentals of Quantum Electronics" (Wiley, 1969), pubblicato in inglese, francese e russo.

## Lavoro segreto governativo
Fu anche ufficiale della United States Navy distaccato come collegamento con la National Security Agency (NSA) e in seguito rimase inquadrato come impiegato civile. In seguito a un anno sabbatico alla Stanford University, che gli consentiva di ottenere il suo dottorato Ph.D., si aggiungeva all'impresa "SRI International" dove nel 1972, assieme a Russell Targ, inaugura un programma di "visione remota", programma allora classificato come Top-Secret che, declassificato, divenne molto famoso presso il pubblico dedito ad argomenti "di frontiera", "riservati" o "misteriosi".
In origine il progetto era chiamato SCANATE, in seguito diventò lo "STAR GATE", che è stato finanziato per più di due decenni congiuntamente dalla CIA, DIA, e da altri organismi militari.
Per molti anni ha ricevuto autorizzazioni di accesso (clearances) ad alto livello di sicurezza, all'interno del governo degli Stati Uniti.

## Associazioni tecnologico-scientifiche in Austin, Texas
Nel 1985 fondò una propria azienda, la EarthTech International, nella città di Austin, in Texas; nello stesso periodo fondò un'organizzazione di ricerca scientifica ad orientamento accademico, l'Institute for Advanced Studies at Austin (IASA), che dirige. Indipendente dall'Institute for Advanced Study, che si trova a Princeton nel New Jersey, lo IASA esegue delle ricerche piuttosto focalizzate in argomenti specificamente correlati alla generazione di energia ed alla propulsione spaziale, ricevendo fondi da donatori anonimi.

## Scientology e UFO
Negli anni settanta Hal Puthoff si dimostrò un sostenitore del movimento scientifico-religioso Scientology, ma poi non fu più coinvolto nelle attività di questa setta. Nel 2017 Harold Puthoff è entrato a far parte del Comitato Consultivo della To The Stars Academy,la società fondata da Tom Delonge e Luis Elizondo per la divulgazione dei famosi filmati degli UFO del Pentagono attraverso un famoso articolo stampa pubblicato il 17 dicembre 2017 sul New York Times.